# أليستير براون
أليستير براون (بالإنجليزية: Alistair Brown)‏ (12 أبريل 1951 في المملكة المتحدة - ) هو لاعب كرة قدم بريطاني في مركز الهجوم. لعب مع بورت فايل وكريستال بالاس وليستر سيتي ونادي والسول ووست بروميتش ألبيون وبورتلاند تيمبرز.